# Arpeggione

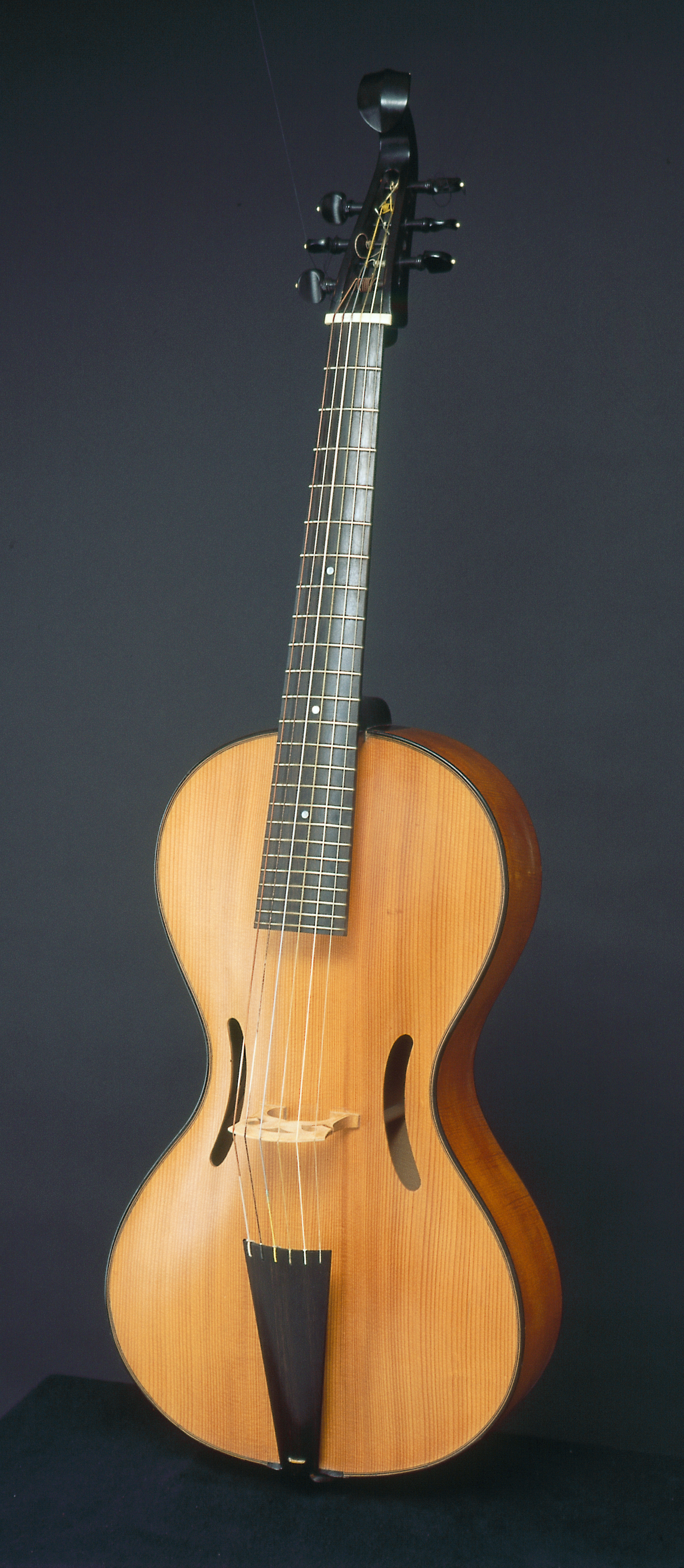
Arpeggione

Arpeggione este un instrument muzical cu coarde și arcuș, inventat în 1823 de lutierul vienez Johann Georg Staufer. Are o formă asemănătoare cu a unei chitare sau a unei viori medievale; are șase coarde și este acordat ca o chitară clasică. Numit și „chitară violoncel”, arpeggione este în esență o violă bas. Forma și dimensiunile instrumentului fac ca el să fie ținut între genunchi și cântat prin frecarea coardelor cu un arcuș.
Instrumentul a avut o scurtă perioadă de popularitate de aproximativ un deceniu. Singura compoziție importantă pentru arpeggione a fost o sonată cu acompaniament de pian de Franz Schubert, publicată postum în 1871, când instrumentul era deja dat uitării. A revenit în interesul muzicienilor în secolul al XXI-lea, când i-au fost dedicate câteva compoziții.